# Hortus Malabaricus

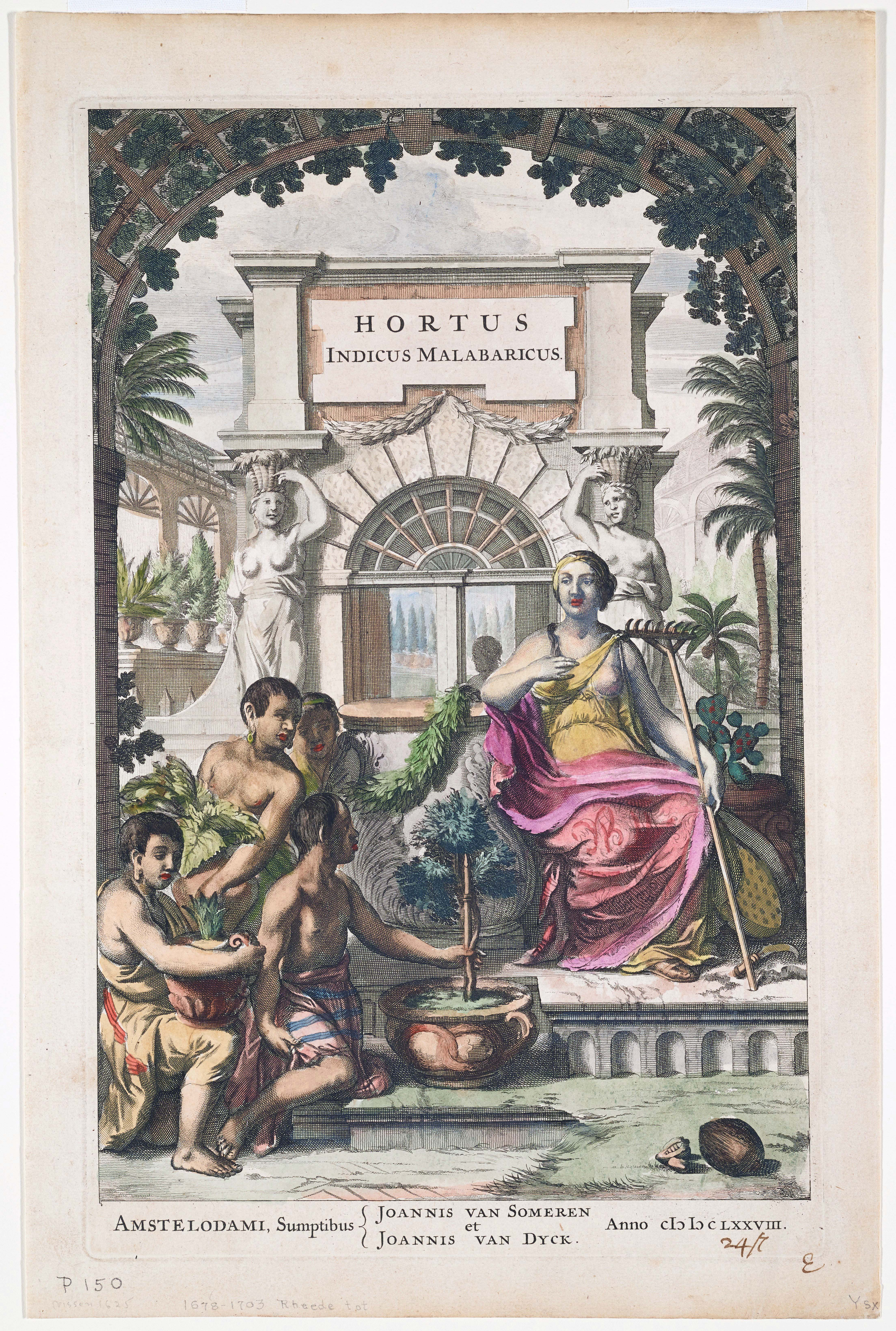
Kolorierter Frontispiz des Hortus Malabaricus, Band 1

Hortus Malabaricus („Malabars Garten“) ist ein auf Latein verfasstes, zwölfbändiges Werk, das zwischen 1678 und 1693 in Amsterdam veröffentlicht wurde. Hauptherausgeber war Hendrik van Rheede. Das mit fast 800 Abbildungen illustrierte Werk der Pflanzen der Malabarküste gilt als die erste Regionalflora Indiens und enthält die erste gedruckte Wiedergabe der Malayalam-Schrift. Carl von Linné gründete etwa 340 seiner Artnamen ganz oder teilweise auf Rheedes Werk.

## Werk
Die zwölf Folio-Bände erschienen unter dem vollständigen Titel Hortus indicns Malabaricus, Continens Regni Malabarici apud Indos celeberrimi omnis generis Plantas rariores, Latinis, Malabaricis, Arabicis, & Bramanum Characteribus nominibusque expressas, Unà cum Floribus, Fructibus & seminibus, naturali magnitudine à peritissimis pictoribus delineatas, & ad vivum exhibitas. Addita insuper accuratâ earundem descriptione, quâ colores, odores, sapores, facultates, & praecipuae in Medicinâ vires exactissimè demonstrantur:
- Pars prima. 1678, 57 Abbildungen.
- Pars secunda: De Fructibus. 1679, 56 Abbildungen.
- Pars tertia: De Arboribus. 1682, 64 Abbildungen.
- Pars quarta: De Arboribus. 1683, 61 Abbildungen.
- Pars quinta: De Arboribus et Fructicibus Bacciferis. 1685, 60 Abbildungen.
- Pars sexta: De Varii Generis Arboribus et Fructicibus Siliquosis. 1686, 61 Abbildungen.
- Pars septima: De Varii Generis Fructicibus Scandentibus. 1688, 59 Abbildungen.
- Pars octava: De Varii Generis Herbis Pomiferis & Leguminosis. 1688, 51 Abbildungen.
- Pars nona: De Herbis et Diveris Illarum Speciebus. 1689, 87 Abbildungen.
- Pars decima: De Herbis et Diveris Illarum Speciebus. 1690, 94 Abbildungen.
- Pars undecima: De Herbis et Diveris Illarum Speciebus. 1692, 65 Abbildungen.
- Pars duodecima: De Herbis et Diveris Illarum Speciebus. 1693, 79 Abbildungen.

Titelblätter der zwölf Bände
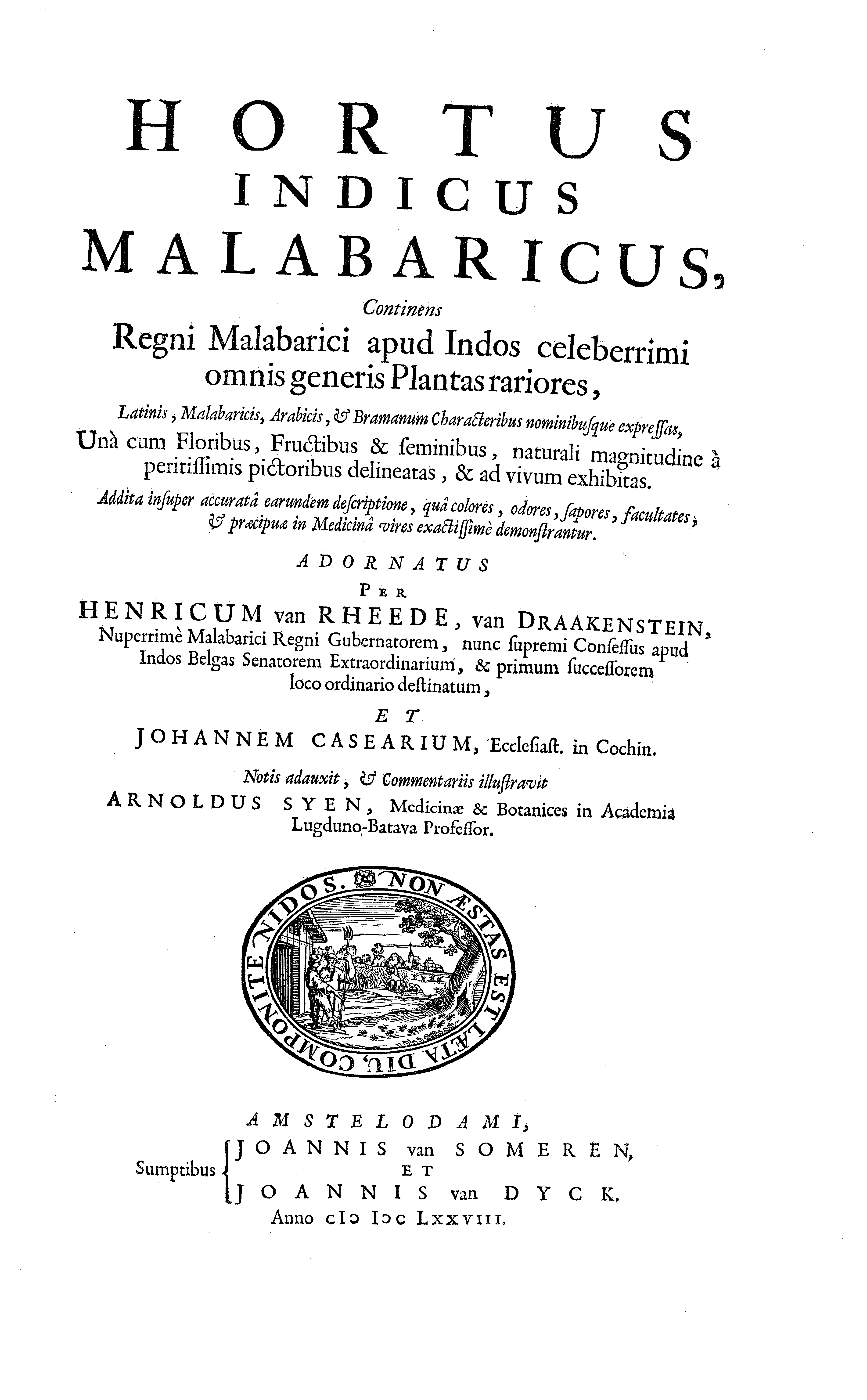
Band 1
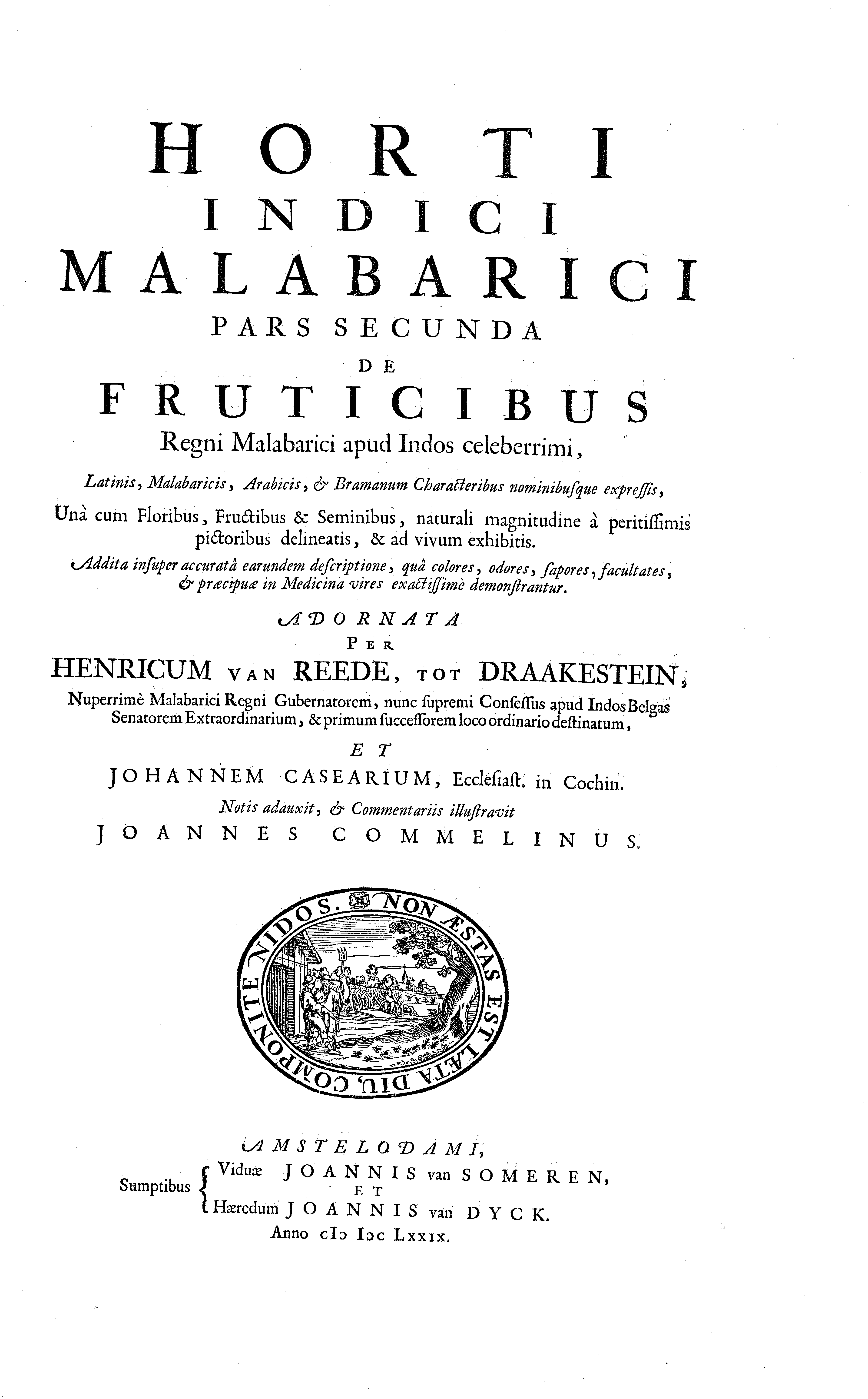
Band 2
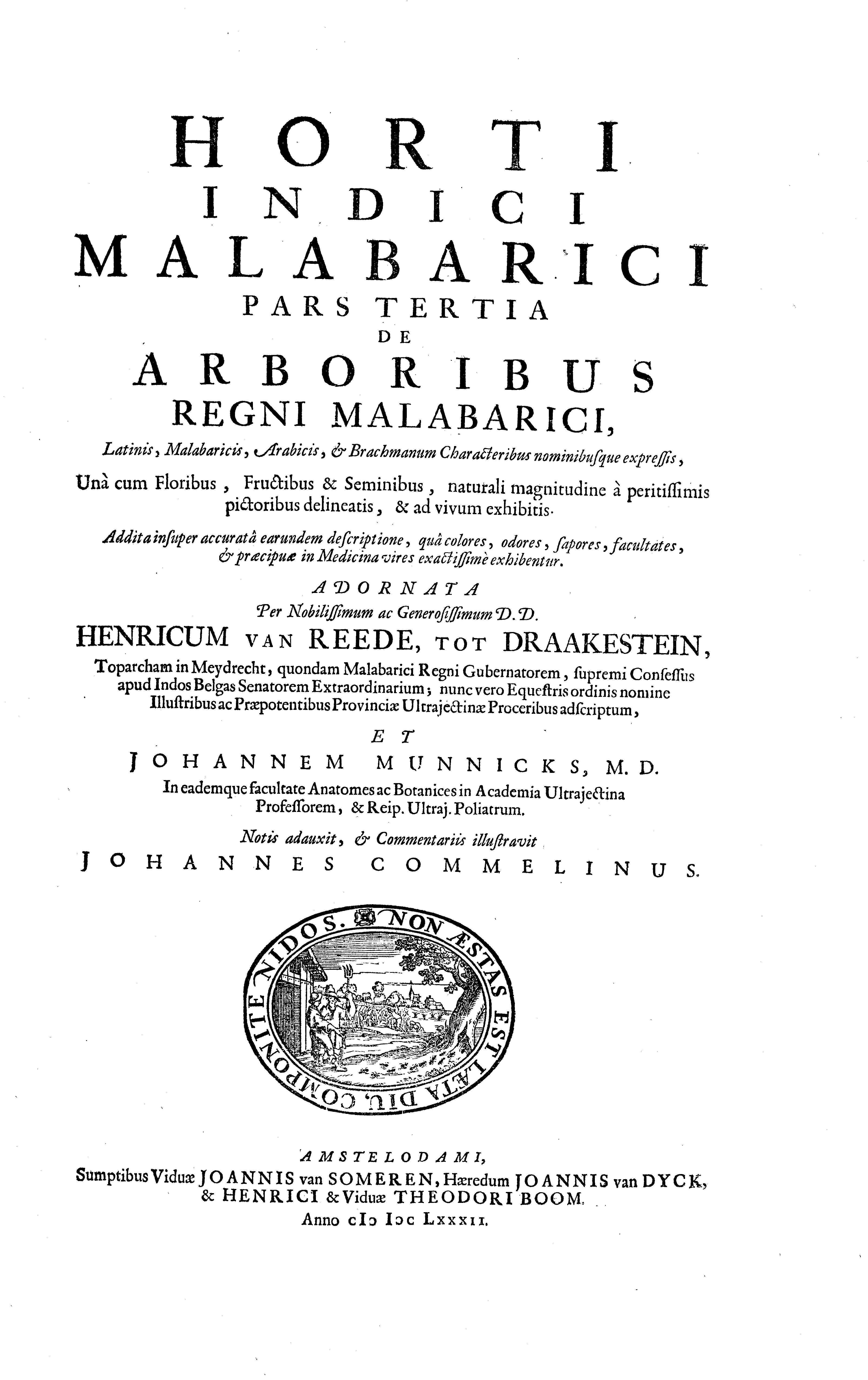
Band 3
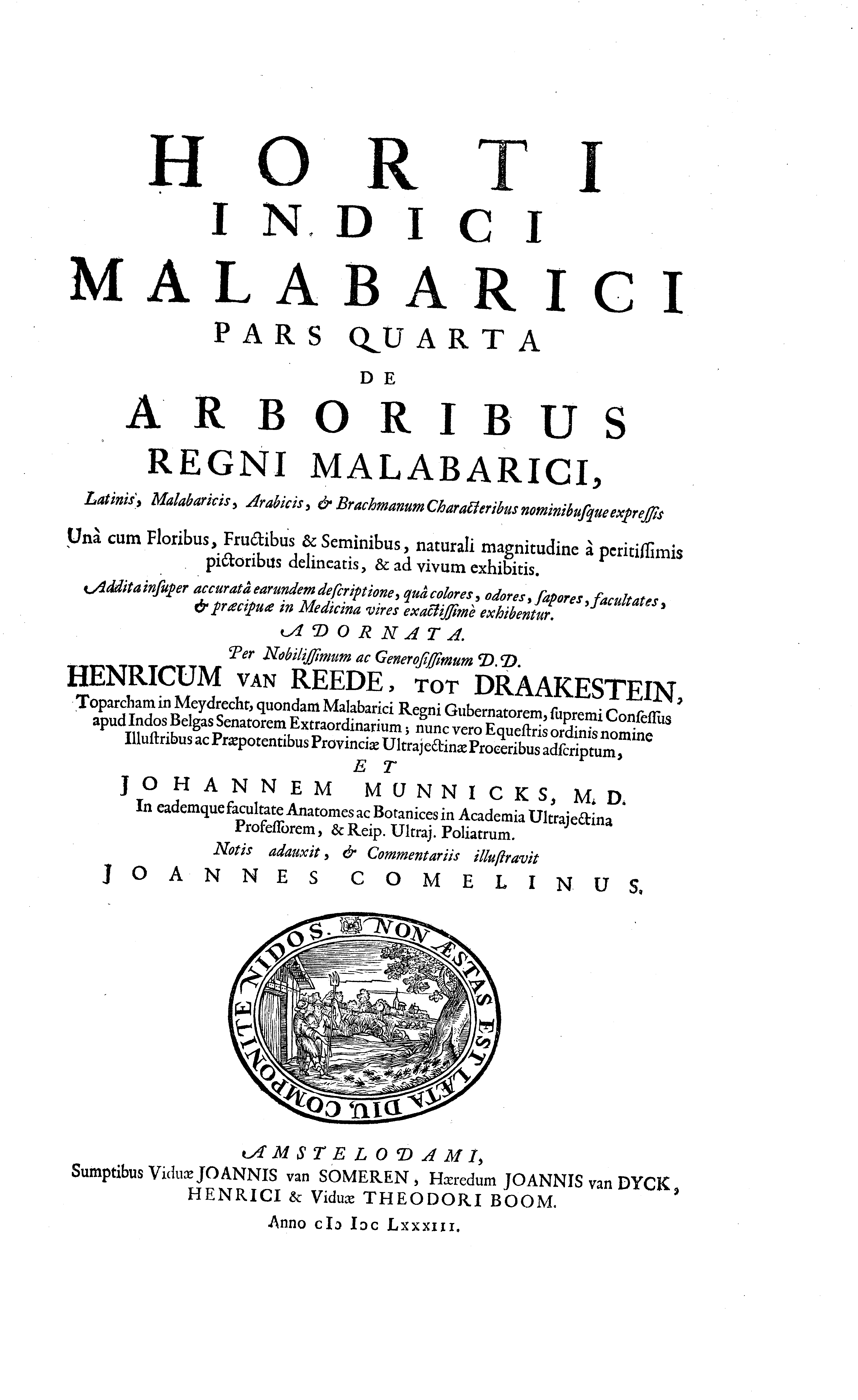
Band 4
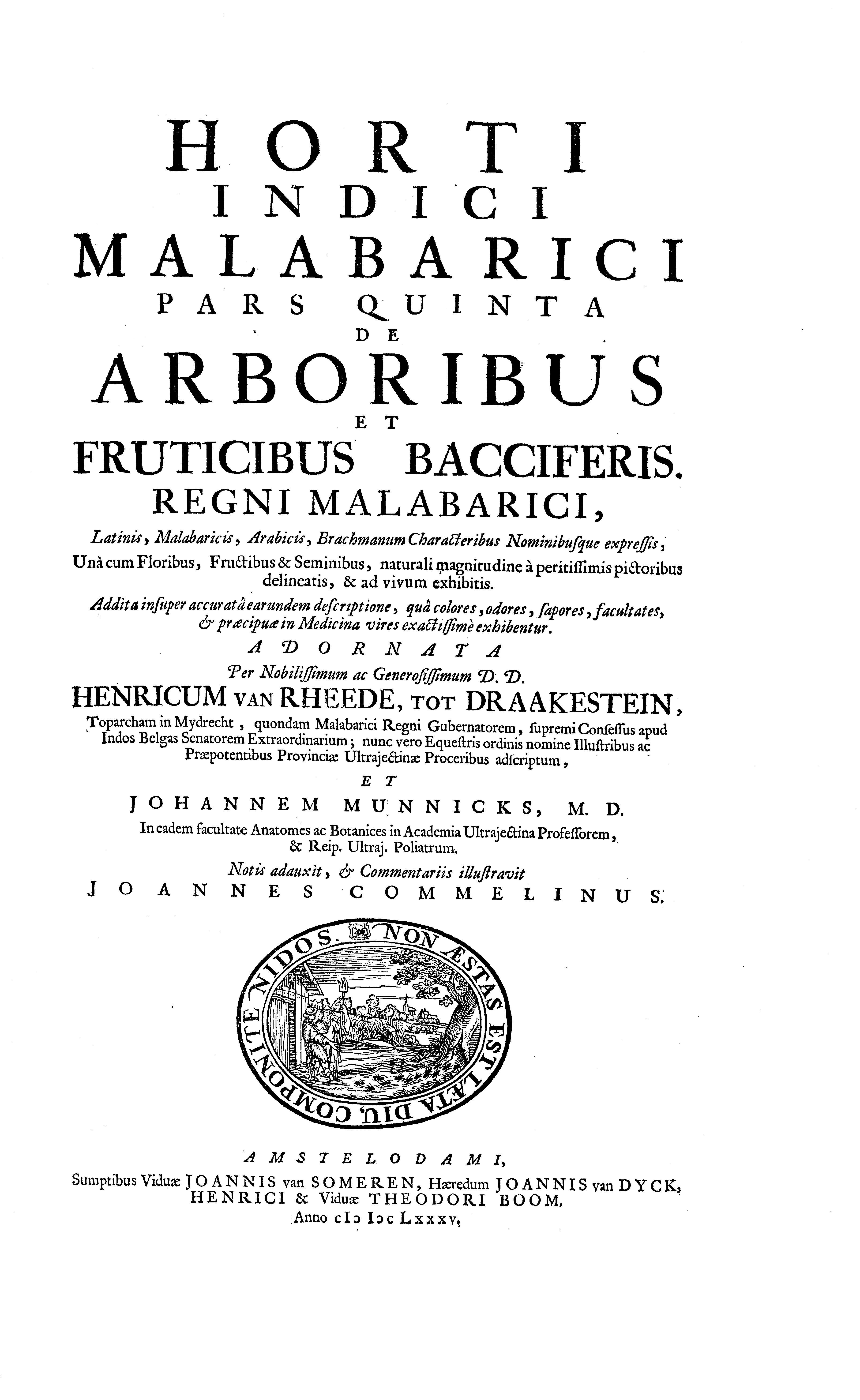
Band 5
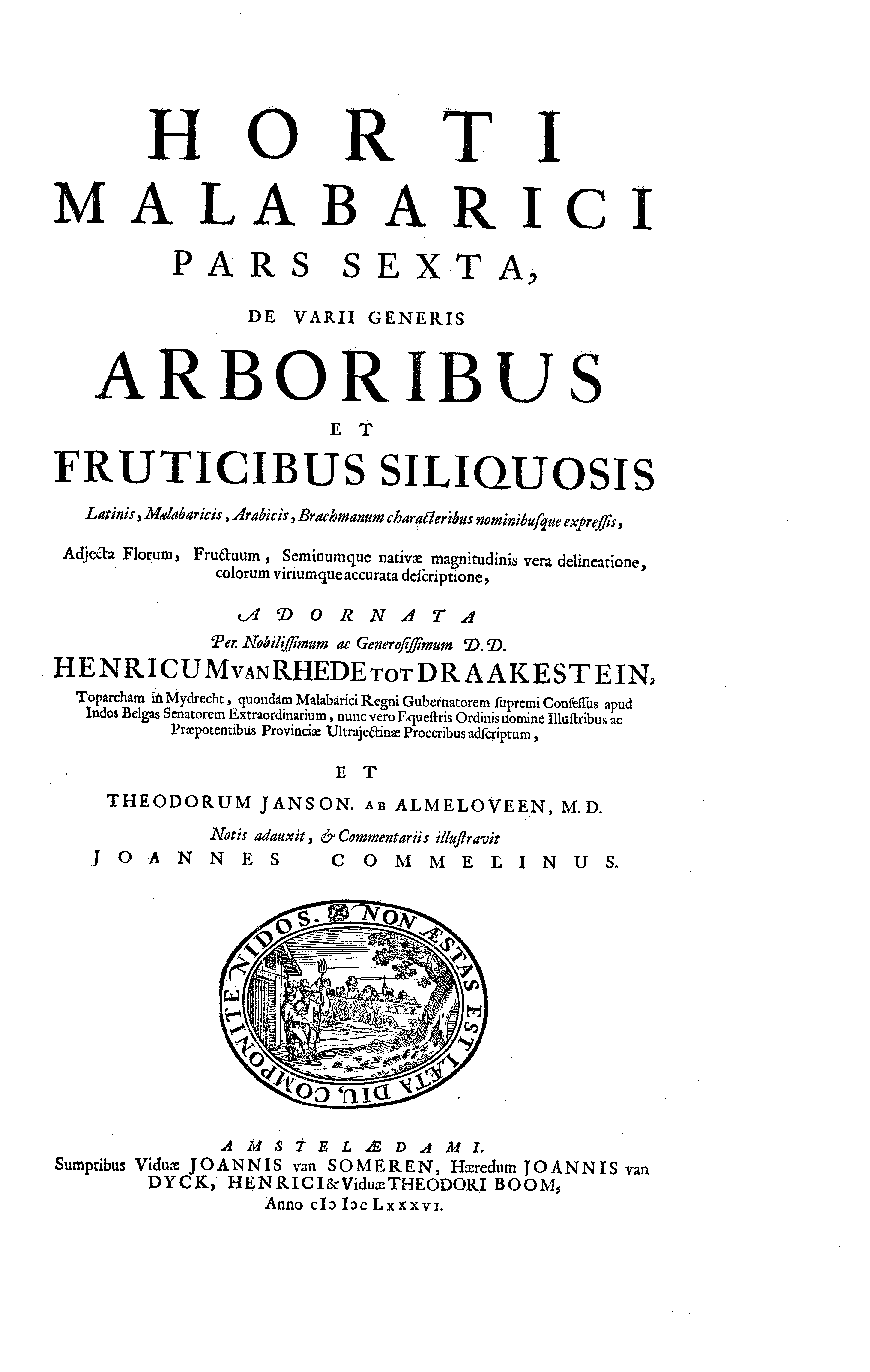
Band 6
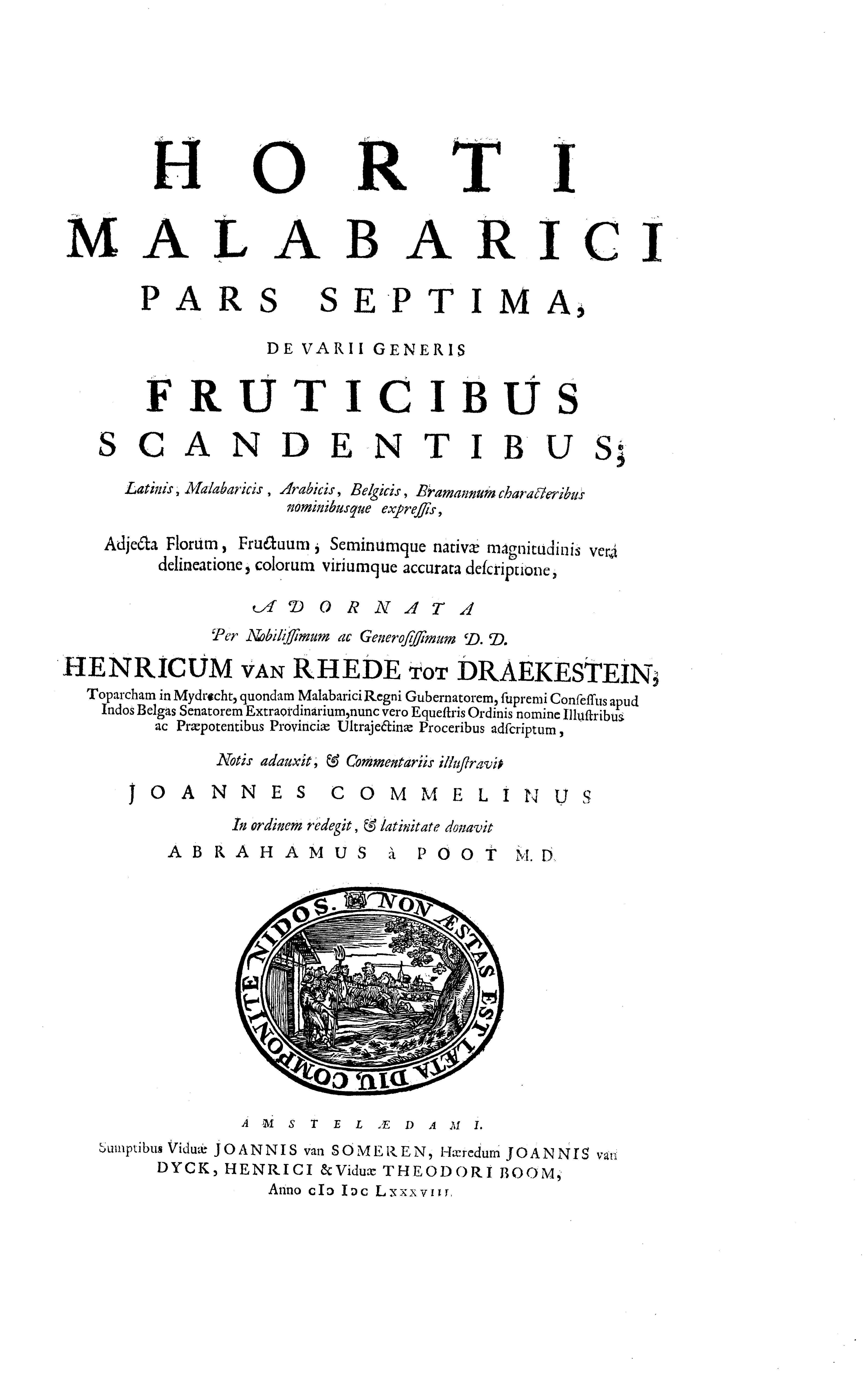
Band 7
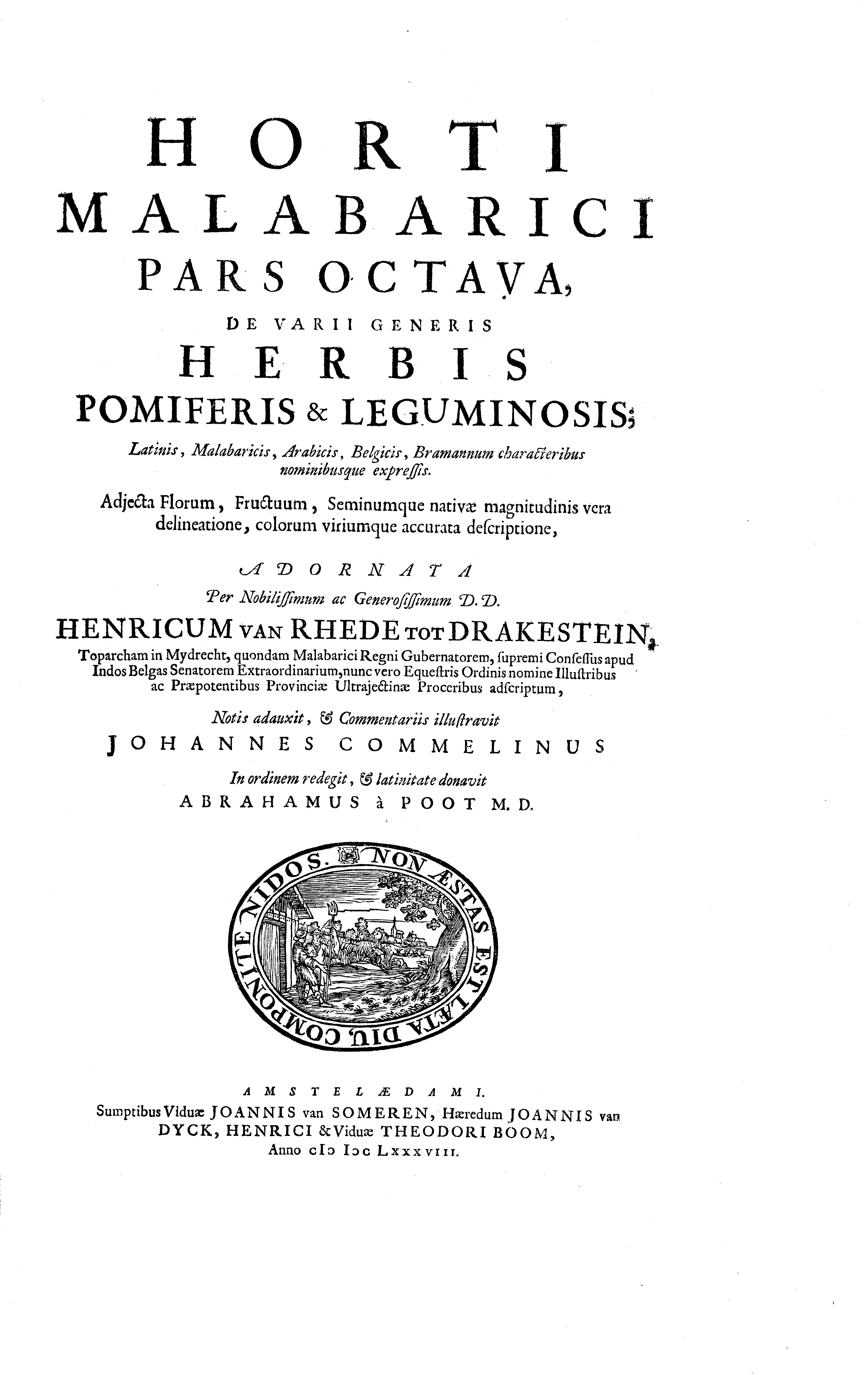
Band 8
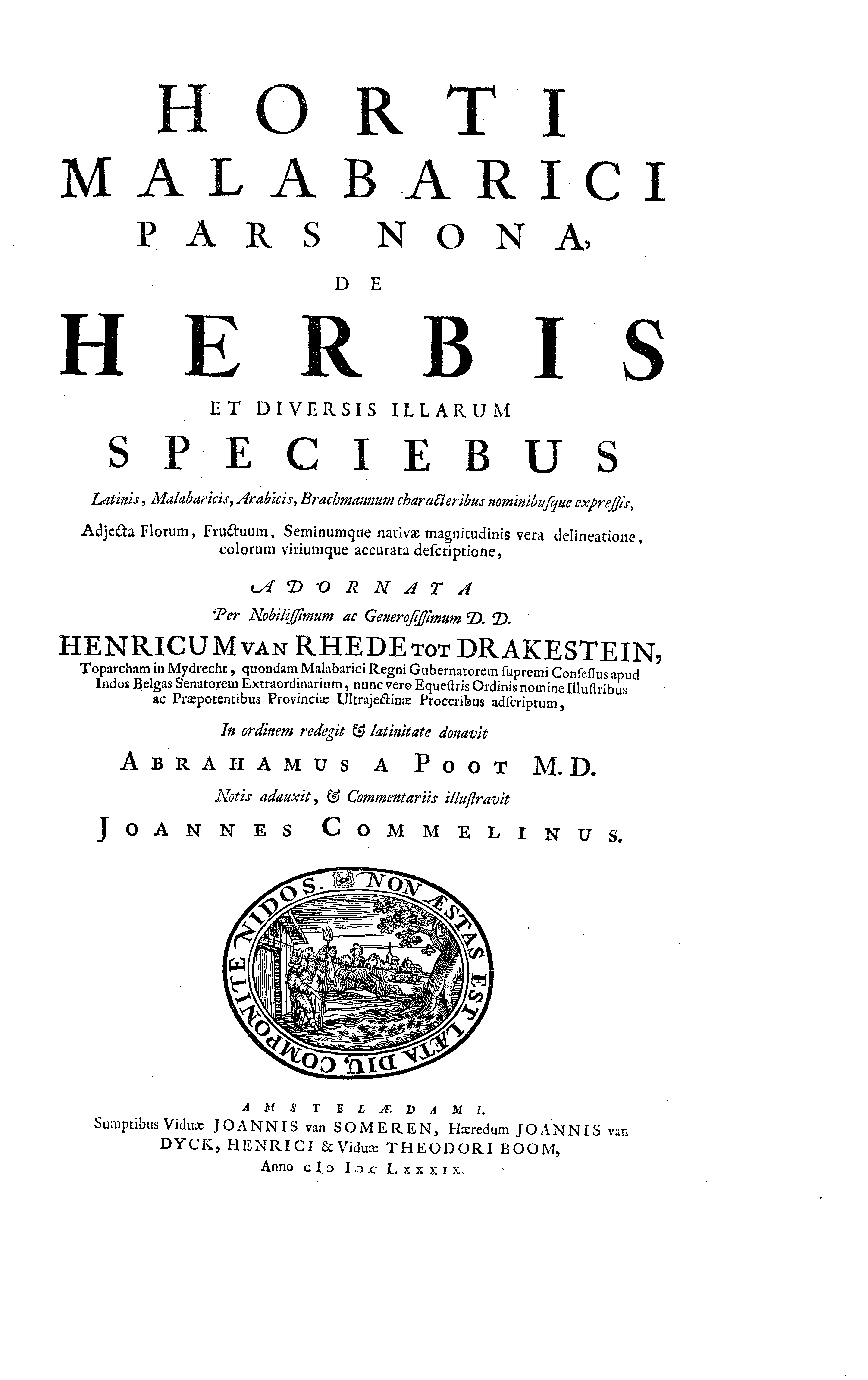
Band 9
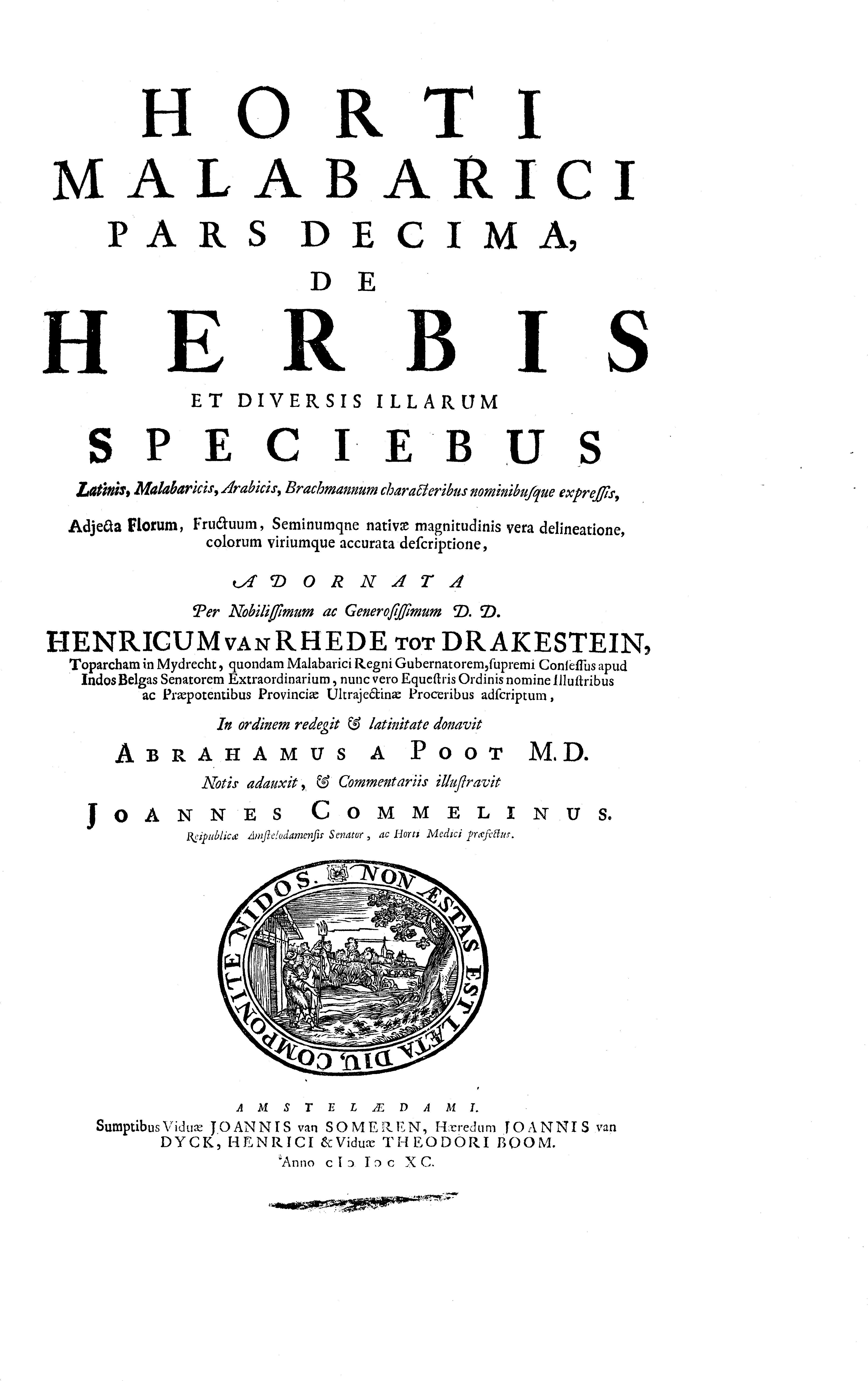
Band 10
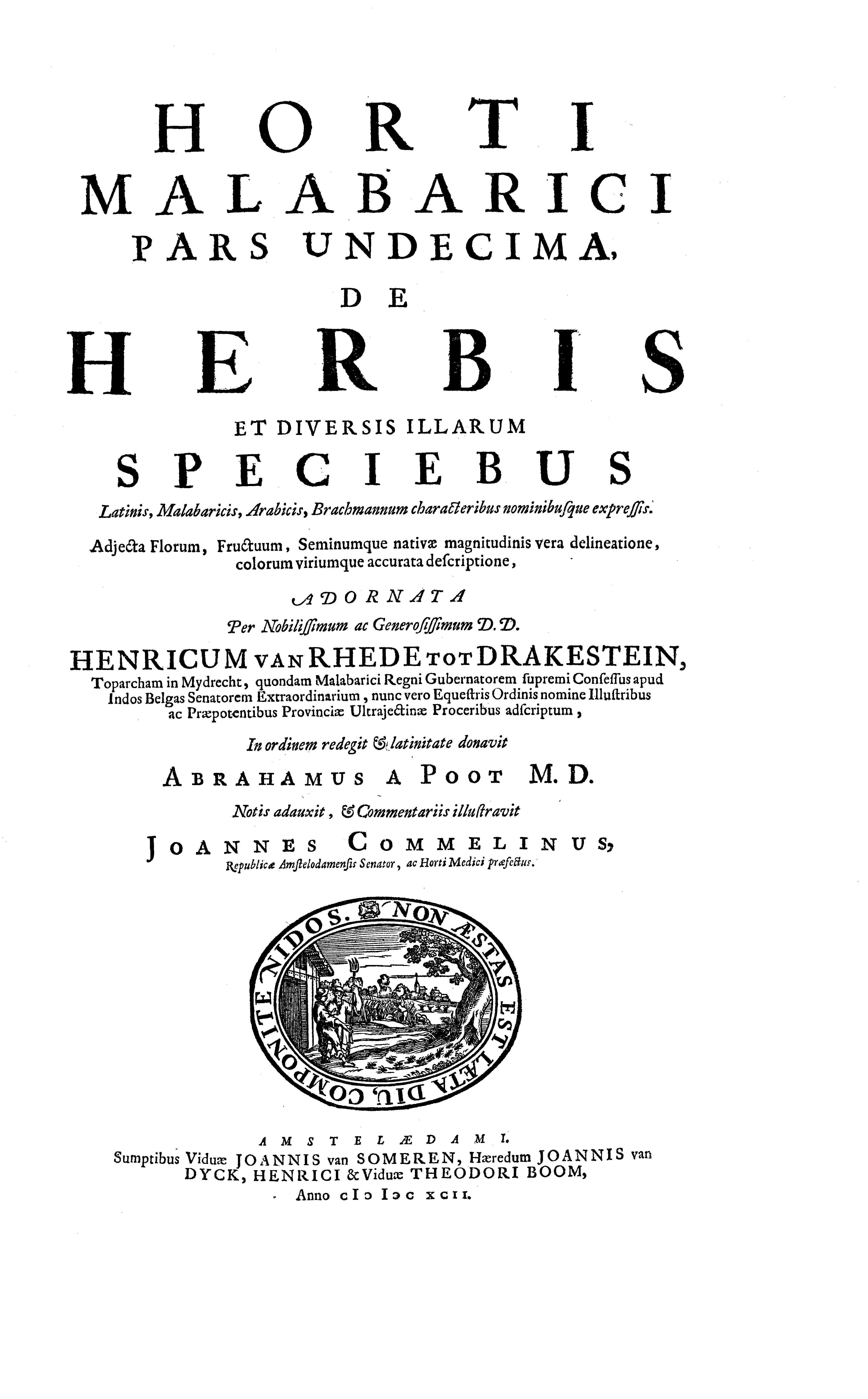
Band 11
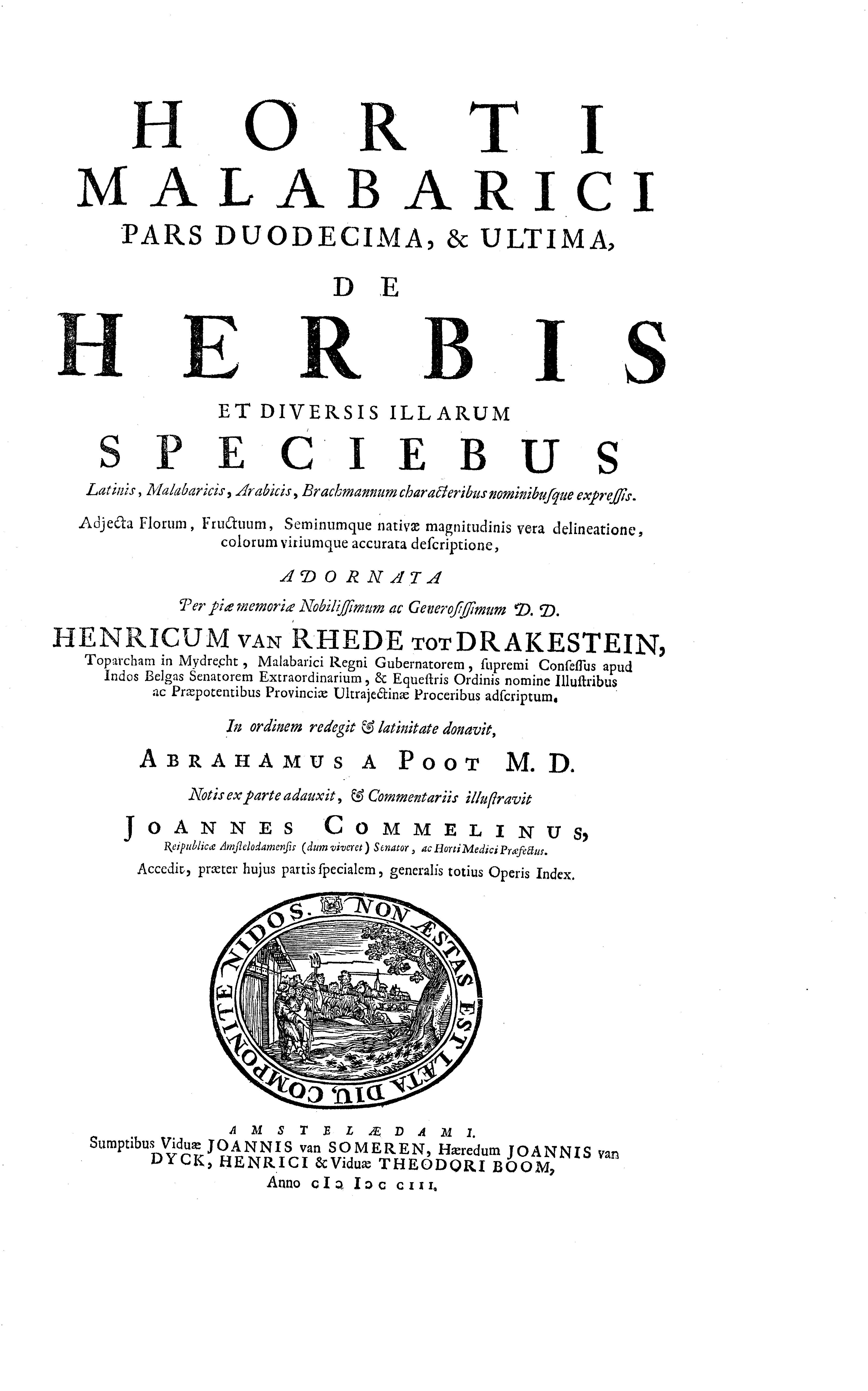
Band 12

Nachträglich kolorierte Kupferstiche (Auswahl)
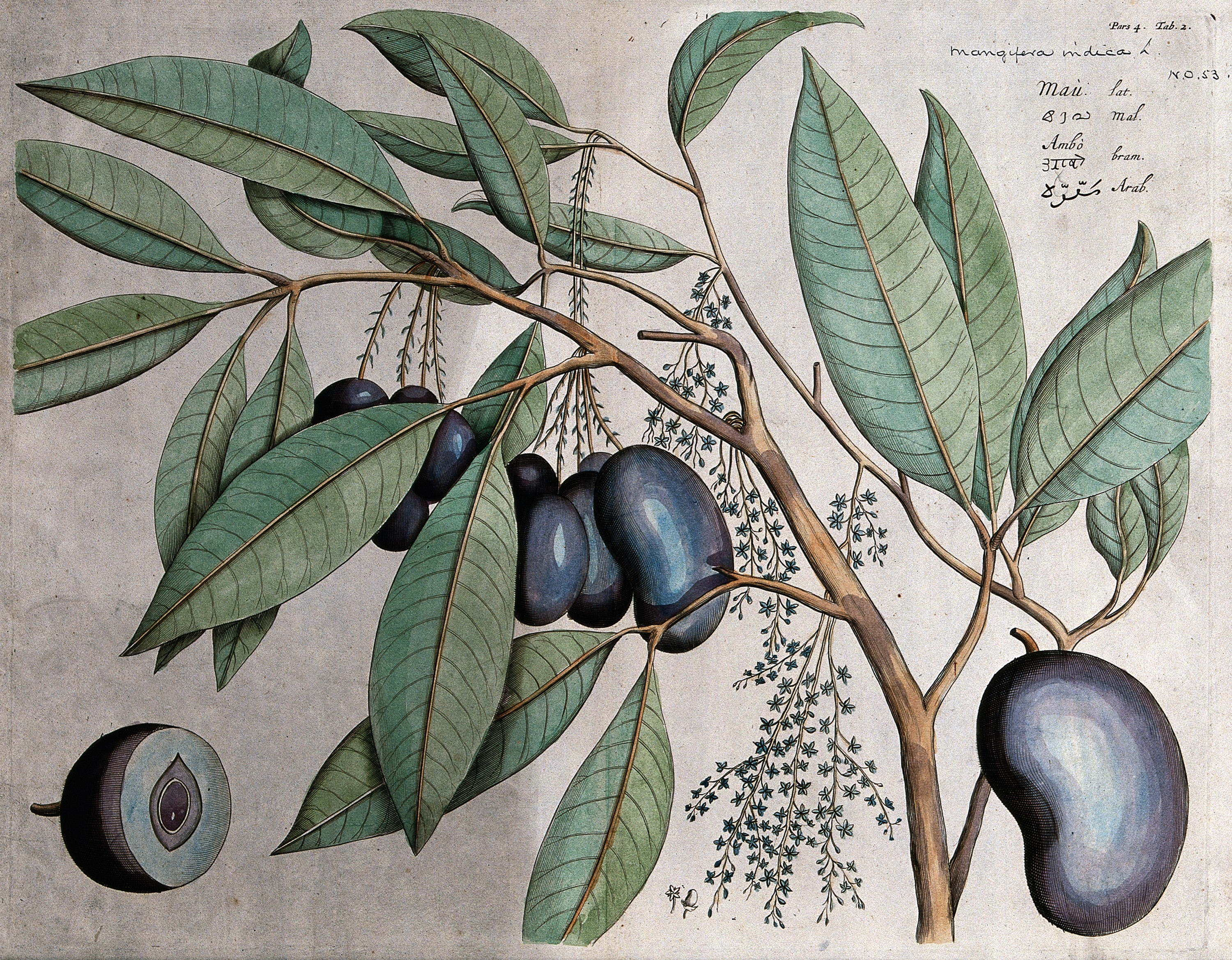
Band 4, Tafel 2: Mangifera indica
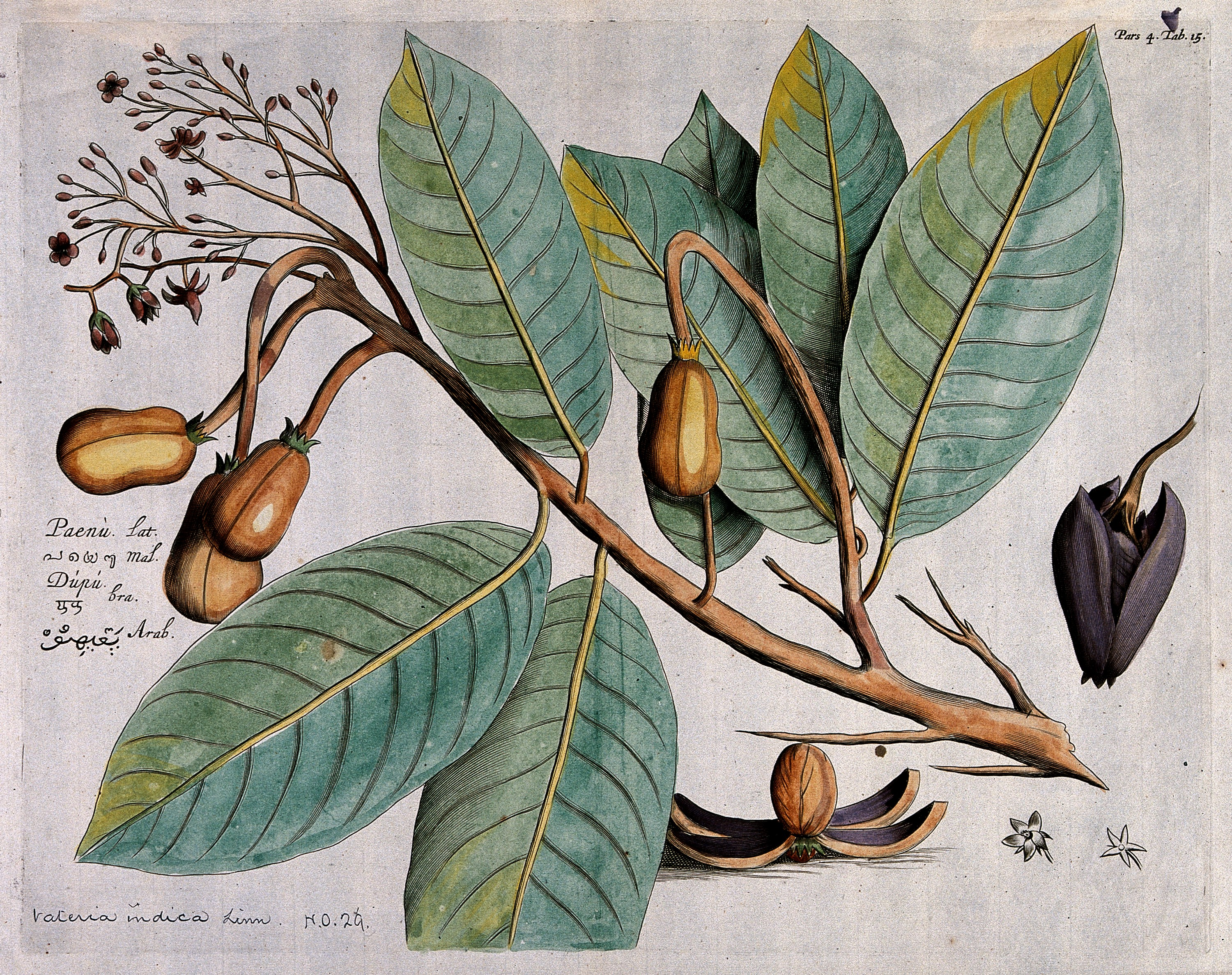
Band 4, Tafel 15: Limonia acidissima
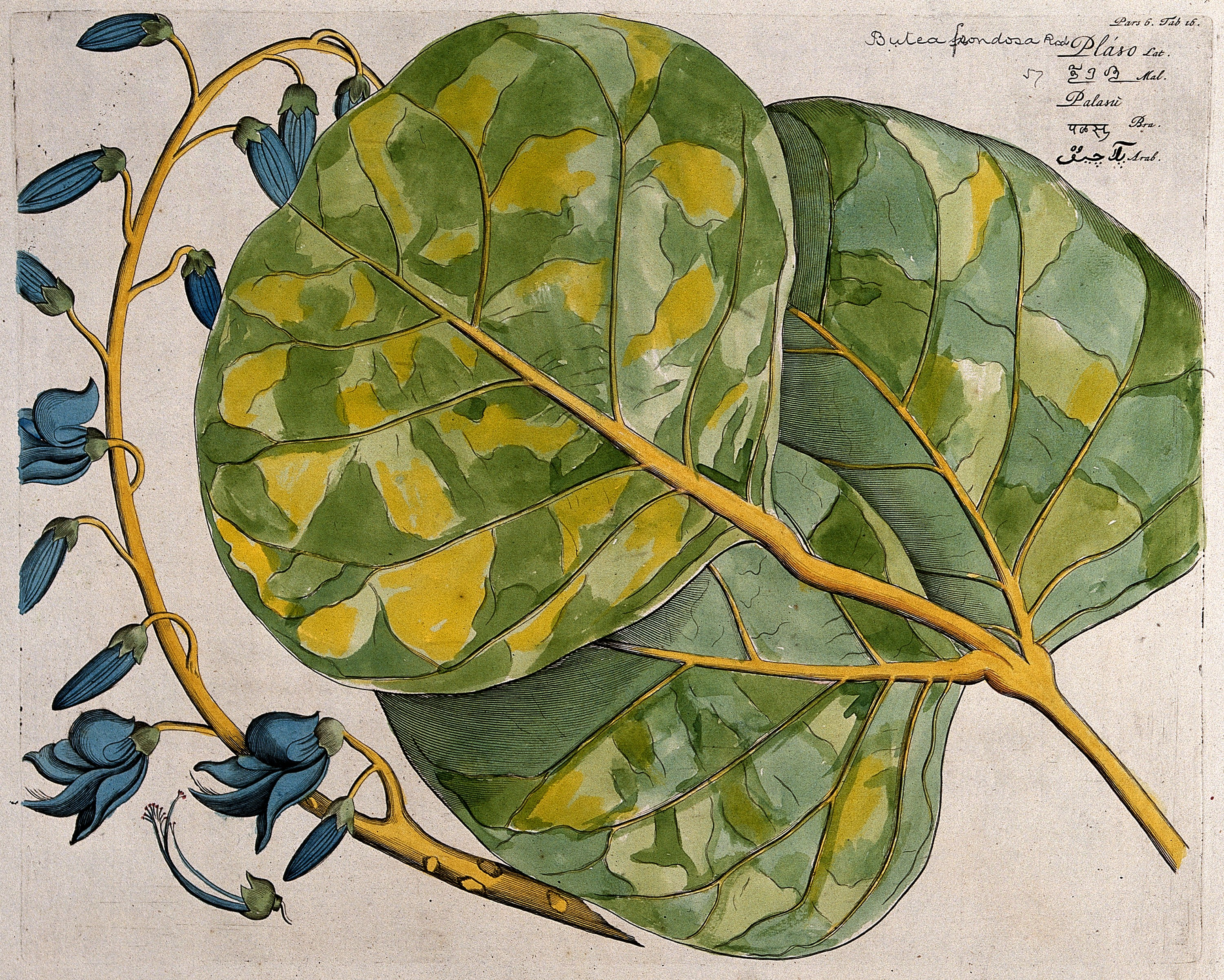
Band 6, Tafel 16: Butea monosperma
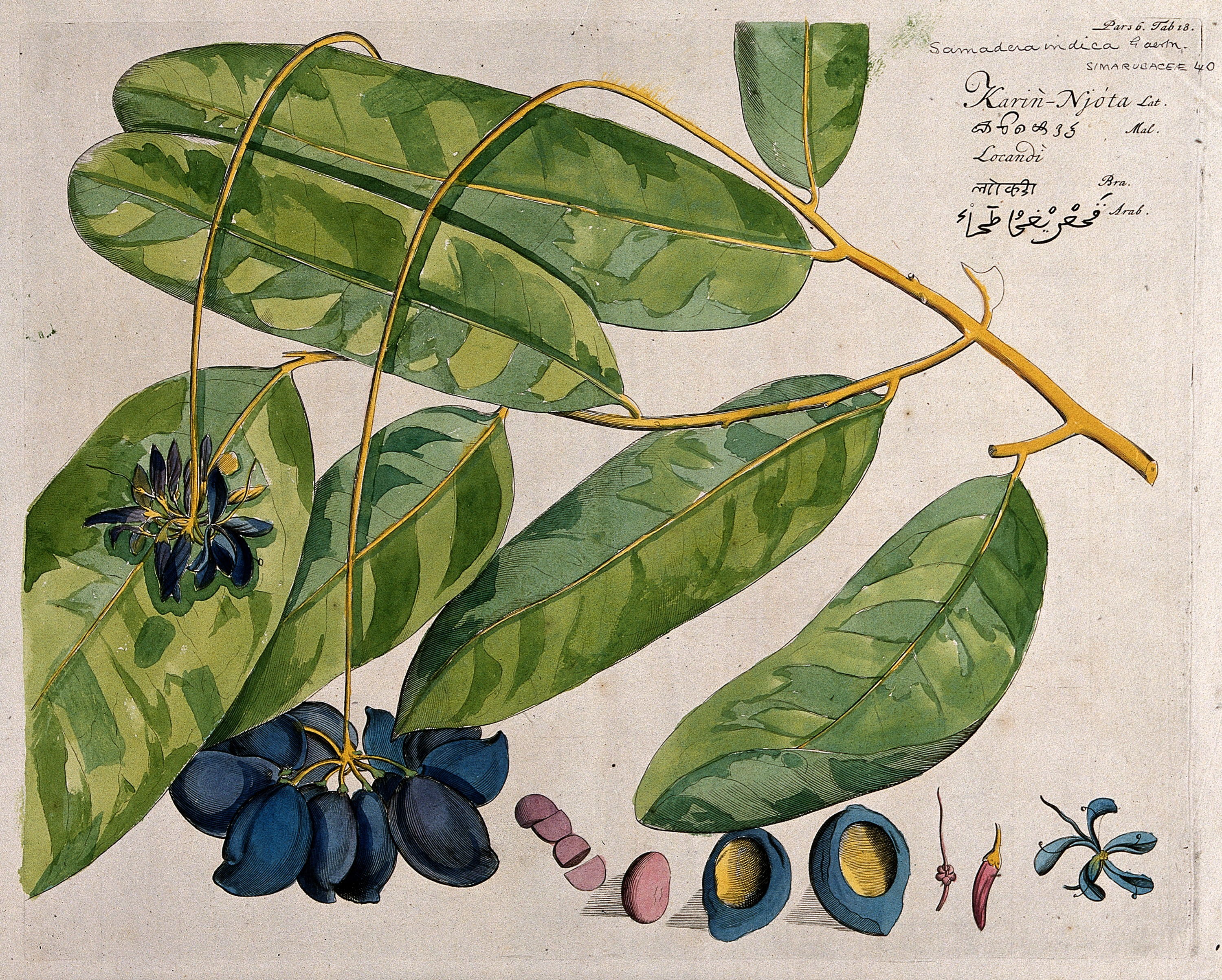
Band 6, Tafel 18: Quassia indica

Als Mitherausgeber fungierten
- Band 1 und 2 Johannes Casearius (1642–1677)
- Band 3 bis 5 Johannes Munnicks
- Band 6 Theodoor Jansson ab Almeloveen
- Band 7 bis 12 Abraham van Poot (1638–1707?)

Mitautoren waren
- Band 1 Arnold Sijen
- Band 2 bis 12 Jan Commelin

Mitwirkende
- die Brahmanen-Mediziner Ranga Bhat, Vinayaka Pandit, Appu Bhat (ethnomedizinische Details) und der Arzt Itty Achudan
- der Unbeschuhte Karmelite Matteo di San Giuseppe (1617–1691, eigentlich Pietro Foglia)

Das Werk ist mit 794 nummerierten Abbildungen auf 791 Kupferstichen, davon 712 im Großfolio-Format, illustriert. Nur zwei Kupferstiche sind signiert. Auf den Abbildungen werden die Pflanzennamen auf Latein, Konkani (in Devanagari-Schrift), Arabisch und Malayalam angegeben. Am 8. Mai 1678 präsentierte Arnold Sijen den Kuratoren des Hortus Botanicus Leiden den ersten Band des Hortus Malabaricus.

## Nachwirkung

### Besprechungen des Werks
In den Philosophical Transactions der Royal Society erschienen 1683, 1693 und 1694 Besprechungen der einzelnen Teile des Werkes, die Tancred Robinson (ca. 1657–1748) verfasste. In den in Leipzig herausgegebenen Acta Eruditorum wurden Band 4, Band 5 und die Bände 6 bis 8 besprochen. In der französischen Zeitschrift Journal des sçavans wurden die Bände 2, 4 sowie 7 und 8 rezensiert.

### Einfluss auf Linné
John Ray zitierte in seinem dreibändigen Werk Historia generalis plantarum (1686–1704) etwa 80 Prozent der von Rheede eingeführten Namen. Bereits in der Erstausgabe von Genera Plantarum (1737) drückte Carl von Linné dort in Punkt 24 der Ratio Operis seine Wertschätzung für Rheedes Hortus Malabaricus aus, insbesondere für dessen genaue Darstellungen. In der ersten Auflage von Species Plantarum (1753) verwies Linné bei 255 Arten, die aus 149 Gattungen stammten, auf den Hortus Malabaricus. Mit der zweiten Auflage von Species Plantarum (1762–1763) kamen 52 weitere Arten hinzu. In den Nachfolgern Mantissa Plantarum (1767) und Mantissa Plantarum Altera (1771) vermehrte sich die Anzahl um 4 bzw. 25 neue Arten. Einige der von Linné beschriebenen Arten, beispielsweise Ipomoea alba und Ceropegia candelabrum, basierten ausschließlich auf Rheedes Beschreibungen. Manche der von Linné geprägten Artepitheta, wie die von Euphorbia tirucalli und Helicteres isora, haben ihren Ursprung in Malayalamschen Trivialnamen.

### Schlüssel zum Werk
Caspar Commelin, ein Neffe von Jan Commelin, veröffentlichte 1696 mit Flora Malabarica einen ersten Index zum Hortus Malabaricus, um das Werk besser erschließbar zu machen. Er besteht aus einer alphabetischen Liste aller lateinischen Phrasen sowie aller Trivialnamen, mit Band und Seite ihrer Erwähnung. Jeweils eine lateinische Phrase für den Pflanzennamen dient als Haupteintrag. Unter ihm sind alle bibliografischen Angaben vermerkt. Alle anderen zugehörigen Einträge verweisen auf diesen Haupteintrag. Die bibliografischen Information hatte Commelin durch Verweise auf aktuelle zeitgenössische Schriften erweitert. Dazu zählen Jakob Breynes Prodomi (1680, 1689), Paul Hermanns Paradisus Batavus (1698) und Catalogus (1687), Franz Kiggelaers Horti Beaumontiani (1690), Robert Morisons Historia Plantarum (1680–1699), Leonard Plukenets Phytographia (1691–1696), John Rays Historia generalis plantarum (1686–1704) und Joseph Pitton de Tournefort Élémens de botanique (1694). Er erweiterte auch die vorhandenen Verweise auf ältere Autoren wie John Parkinson, Francisco Hernandez de Toledo, Georg Marggraf und Willem Piso.
In seiner ebenfalls als Flora Malabarica betitelten achtseitigen Schrift verknüpfte Johannes Burman 1769 die Malayalamschen Trivialnamen mit den 1753 von Linné etablierten zweiteiligen Pflanzennamen. Sein Index verwies außerdem auf sein eigenes Werk Thesaurus zeylanicus (1737) und die von seinem Sohn Nicolaas Laurens Burman verfasste Flora Indica (1768).
Im Auftrag von Großherzog Carl August von Sachsen-Weimar-Eisenach verfasste August Wilhelm Dennstedt einen Schlüssel zum Hortus Indicus Malabaricus der 1818 in Weimar veröffentlicht wurde. Während seiner Arbeit stellte er fest, dass zahlreichen Abbildungen und Beschreibungen weder von Linnè selbst noch dessen Nachfolgern Carl Ludwig Willdenow (Species plantarum, 1797–1810) und Christian Hendrik Persoon (Synopsis plantarum, 1805–1807) in ihren Werken zitiert wurden. Durch den Vergleich der Abbildungen mit den Beschreibungen in diesen Werken konnte Dennstedt viele weitere Arten identifizieren und ihnen einen zweiteiligen Namen zuweisen. Für Arten, die er dort nicht finden konnte, vergab Dennstedt neue Namen, gab jedoch keine Beschreibungen der Arten. Diese plante er separat zu veröffentlichen, was jedoch nicht geschah. Nach den Regeln der botanischen Nomenklatur sind diese „nackten Namen“ ungültig.
Nach Rheede war Francis Hamilton der erste Naturforscher der die Flora der Malabarküste aus eigener Anschauung kannte. In seinem A commentary on the Hortus malabaricus besprach er jede der Pflanzen anhand eigener Beobachtungen ausführlich. Die ersten neuen Teile seines Kommentars wurden zwischen dem 1. Mai 1821 und dem 20. April 1852 auf 31 Treffen der Mitglieder der Linnean Society of London vorgetragen. In den Transactions of the Linnean Society of London wurden nur die ersten vier Teile abgedruckt. Hamiltons Manuskripte befinden sich unter der Nummer MS/488 im Archiv der Linnean Society of London.
Der 1839 veröffentlichte Index von Lewis Weston Dillwyn hält sich an die Abfolge der Beschreibungen im Hortus Malabaricus. Er spiegelt das zeitgenössische Wissen über die dortige Flora wider, indem er Autoren wie William Roxburgh, Nathaniel Wallich und Robert Wight mit einbezieht.

### Weitere
Am 16. Oktober 1771 erwarb das British Museum bei einer Versteigerung der Sammlung von Bernhard Siegfried Albinus die Originalzeichnungen des Hortus Malabaricus. Ein Herbarium wurde bisher nicht aufgefunden.
1979 schlugen zwei indische Wissenschaftler vor elf, bislang nicht typifizierte Arten, aus Linnés Species Plantarum von 1753 eine Abbildung aus dem Hortus Malabaricus als Iconotyp zuzuweisen.
Kattungal Subramaniam Manilal (* 1938) annotierte den Hortus Malabaricus und übersetzte ihn ins Englische und Malayalam. Die Übersetzungen wurden 2003 bzw. 2008 von der Universität von Kerala verlegt.
Ranga Bhat, Vinayaka Pandit und Appu Bhat wurden 2015 in Kochi mit einem Denkmal geehrt.

### Zeitgenössische Rezensionen
1. ↑  I. Hortus Indicus Malabaricus, continens Regni Malabarici apud Indos celeberrimi omnis generis Plantas Rariores &c. Amstelodami, Anno. 1678. In: Philosophical Transactions. Band 13, Nr. 145, 10. März 1683, S. 100–109 (online, PDF).
2. ↑  VIII. An account of books. I. Horti Indici Malabarici. Pars Quarta, Quinta & Sexta. With some Remarks upon them by T. R. M. D. S. R. S. In: Philosophical Transactions. Band 17, Nr. 198, 31. März 1693, S. 682–688 (online, PDF).
3. ↑  VI. An account of books. I. Horti Indici Malabarici. Pars Septima, Octava, & Nona; With some Remarks upon them. In: Philosophical Transactions. Band 17, Nr. 200, 31. Mai 1693, S. 762–767 (online, PDF).
4. ↑  VI. An account of books. […] 2. Horti Malabarici. Pars Decima, Undecima, Duodecima, & Ultima. With some Remarks upon them by T. R. M. D. S. R. S. In: Philosophical Transactions. Band 18, Nr. 214, 31. Dezember 1694, S. 276–280 (online, PDF).
5. ↑  In: Acta Eruditorum. April 1684, S. 159–164 (online).
6. ↑  In: Acta Eruditorum. September 1685, S. 401–402 (online).
7. ↑  In: Acta Eruditorum. September 1688, S. 479–481 (online).
8. ↑  In: Journal des sçavans. Band 7, 1680, S. 250–251 (online).
9. ↑  In: Journal des sçavans. Band 13, 1686, S. 96–98 (online).
10. ↑  In: Journal des sçavans. Band 17, 1690, S. 656–657 (online).

### Primärquellen
1. ↑  Carl von Linné: Genera plantarum eorumque characteres naturales secundum numerum, figuram, situm, & proportionem omnium fructificationis partium. Conrad Wishoff, Leiden 1737 (online).
2. ↑  Caspar Commelin: Flora Malabarica sive Horti Malabarici catalogus exhibens omnium eiusdem Plantarum nomina, quae è variis, tum veteribus tum recentioribus Botanicis collegit, & in ordinen Alphabeticum digessit. Leiden 1696 (Digitalisat).
3. ↑  Johannes Burman: Flora Malabarica sive Index in omnes tomos Horti Malabarici, quern juxta normama Botanicis hujus aevi receptam. Johannes Schreuder, Amsterdam 1769 (Digitalisat).
4. ↑  August Wilhelm Dennstedt: Schlüssel zum Hortus Indicus Malabaricus, oder dreifaches Register zu diesem Werke. Weimar 1818 (Digitalisat).
5. ↑  L. W. Dillwyn: A review of the references to the Hortus malabaricus of Henry Van Rheede Van Draakenstein. Murray and Rees, Swansea 1839 (Digitalisat).